# عبد الرحمان اللعبي
عبد الرحمان لعابي (1983 المغرب) هو لاعب كرة قدم مغربي.

## روابط خارجية
- عبد الرحمان اللعبي على موقع قاعدة بيانات كرة القدم.إي يو (الإنجليزية)